# Henllys (Torfaen)
Henllys ist ein Stadtteil der südwalisischen Stadt Cwmbran mit dem Status einer Community. Beim Zensus 2011 hatte diese 2.682 Einwohner.

## Geographie
Henllys liegt in den South Wales Valleys nordnordwestlich von Newport auf knapp 160 Metern über dem Meeresspiegel. Der Stadtteil Henllys befindet sich im Südwesten der Stadt Cwmbran. Neben dem eigentlichen, ehemaligen Dorf Henllys umfasst die Community auch noch das Umland westlich bis südlich der Stadt. Dort befinden sich diverse Bauernhöfe, Felder, Wiesen und kleine Wälder. Einzige größere Siedlungen neben Henllys sind die Weiler Castell-y-bŵch und Henllys Vale im Osten der Community. Geprägt wird das Umland von den kleinen Bächen Nant y Pandy und Nant Henllys, die dort auch entspringen. Der Stadtteil grenzt sich von der weiteren Stadt durch einen weiteren Bach namens Nant y Milwr ab. Im Süden bildet mit dem Nant Pantyreos samt dem Pant-yr-eos Reservoir ein anderer Bach die Grenze der Community, ebenso begrenzt der Bach Nant Carn die Community im Westen. Hier wird die Community von mehreren Hügeln und den Ausläufern von Bergen geprägt. Nennenswert ist hier der Mynydd Henllys auf dem Gebiet der Community, die im Westteil auch Randbereiche des Cwmcarn Forest und des Mynydd Maen Common umfasst. Mittig auf dem Gebiet der Community befindet sich ferner das Schutzgebiet Henllys Bog Nature Reserve. Ein weiteres Schutzgebiet namens Henllys Local Nature Reserve befindet sich im Stadtgebiet am Ufer des Nant y Milwr.
Verwaltungsgeographisch liegt die Community Henllys im Südwesten der Principal Area Torfaen. Von daher grenzt Henllys bereits im Westen und Südwesten an die Communities Abercarn, Crosskeys, Risca West und Risca East im Caerphilly County Borough sowie im Süden und Südosten an die Communities Rogerstone und Bettws, die bereits zur City of Newport gehören. Wahlkreisgeographisch ist die Community Teil des britischen Wahlkreises Torfaen beziehungsweise von dessen walisischem Pendant.

## Geschichte
Henllys war lange Zeit nur ein kleines Dorf, wenngleich es bereits im 19. Jahrhundert auch eine eigene Gemeinde bildete. Dennoch hatte es zu diesem Zeitpunkt nur wenige hundert Einwohner. Zu dieser Zeit gab es als Alternativschreibweise auch den Namen Henllis. Hauptsächlich arbeiteten die Bewohner von Henllys zu dieser Zeit in der Landwirtschaft oder im Bergbau. Nahe dem Dorf gab es eine eigene Mine namens Henllys Colliery. Der Aufschwung kam erst in der zweiten Hälfte des 20. Jahrhunderts, als das Dorf Teil der nordöstlich von Henllys entstandenen Planstadt Cwmbran wurde.
Einwohnerzahlen
| Jahr      | 1801 | 1811 | 1821 | 1831 | 1841 | 1851 | 1861 | 1871 | 1881 | 1891 | 1901 | 1911 | 1921 | 1931 | 1941 | 1951 | 1961 | 1971 | 1981 | 1991 | 2001 | 2011  |
| --------- | ---- | ---- | ---- | ---- | ---- | ---- | ---- | ---- | ---- | ---- | ---- | ---- | ---- | ---- | ---- | ---- | ---- | ---- | ---- | ---- | ---- | ----- |
| Einwohner | 188  | 182  | 209  | 207  | 245  | 265  | 238  | 202  | 334  | 392  | 319  | 347  | 386  | 385  | ?    | 329  | 382  | ?    | ?    | ?    | ?    | 2.682 |

## Infrastruktur
Im namensgebenden Stadtteil Henllys gibt es einige Parks und Spielplätze. Neben einer baptistischen Kirche im Osten des besiedelten Gebietes im Norden der Community gibt es eine weitere Kirche namens St Peter, welche auf einem Feld ganz im Süden der Community, etwas östlich vom Pant-yr-eos Reservoir, steht.

## Verkehr
Durch die Community Henllys verlaufen einige Regionalstraßen. Zudem ist Henllys ans Busnetz angebunden. Primär existieren Verbindungen in andere Stadtteile von Cwmbran, es gibt aber auch eine Buslinie, die bis nach Pontypool führt.

## Bauwerke
Fünf Gebäude auf dem Gebiet der Community Henllys wurden auf die Statutory List of Buildings of Special Architectural or Historic Interest gesetzt. Neben vier Grade II buildings ist die Kirche St Peter das einzige Grade II* building. Die anderen Gebäude sind die Überreste eines Friedhofskreuzes von St Peter, die baptistische Kapelle in der Siedlung Henllys, ein Bauernhof im Umland und ein weiteres Bauernhaus namens Cwrt Henllys, das ebenfalls im Umland der Stadt liegt.